# Synodalkommission für die Heiligsprechung
Die Synodalkommission für die Heiligsprechung (russisch Синодальная комиссия по канонизации святых / Sinodalnaja komissija po kanonisazii swjatych, wiss. Transliteration Sinodal'naja komissija po kanonizacii svjatych) ist eine Synodalkommission des Moskauer Patriarchats. Pankratius (Scherdew), Bischof von Troizk, Vikar der Moskauer Diözese, hat seit dem 22. März 2011 den Vorsitz der Kommission inne.

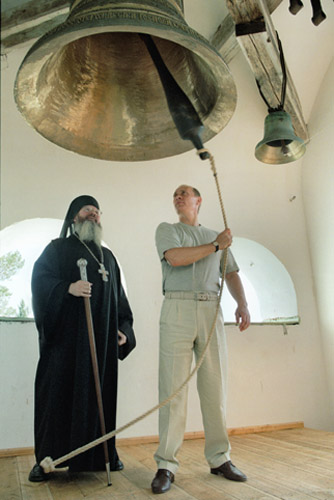
Wladimir Putin beim Glockenläuten 2001 (mit Abt Pankratius des Klosters Walaam – der seit 2011 den Vorsitz der Synodalkommission innehat)

In der Geschichte der russischen Kirche gab es kein ständiges Gremium, das sich mit der Kanonisierung von Heiligen befasste. Zur Vorbereitung der Feierlichkeiten anlässlich des 1000-jährigen Jubiläums der Taufe der Rus im Mai 1981 wurde im Rahmen der Festkommission eine historische und kirchenrechtliche Gruppe eingesetzt.
Die Zusammensetzung der derzeitigen Synodalkommission wurde durch den Beschluss des Heiligen Synods vom 12. März 2013 genehmigt.